# Wołomin
Wołomin is een stad in het Poolse woiwodschap Mazovië, gelegen in de powiat Wołomiński. De oppervlakte bedraagt 17,32 km², het inwonertal 36.545 (2005).

## Verkeer en vervoer
- Station Wołomin

## Overleden
- Władysław Gosiewski